# グリーン・レクイエム
『グリーン・レクイエム』は、1980年に新井素子によって書かれたSF小説。また小説を原作とする作品である。1985年に映画化（公開は1988年）され、1990年に続編にあたる『緑幻想 グリーンレクイエムII』（IIはローマ数字の2）が書かれた。第12回星雲賞日本短編部門受賞作品。
“グリーン・レクイエム”とは、ヒロインの明日香の母親が望郷の念を「歌」にしたもの（その「歌声」はピアノの楽音に似ている）であり、明日香はそれをピアノで演奏していた。小説のラストにはBGMとして「ショパン ノクターン 作品9の1」「リスト 巡礼の年 イタリア」と付記されており、それらをイメージしていることがうかがわれる。イメージアルバム・ラジオドラマ・実写映画それぞれに「グリーン・レクイエム」という主題曲が作成され、映画版にはピアノによるメインテーマとそれとは別のボーカル曲があるので計4曲存在する。

## 出版状況
小説「グリーン・レクイエム」は当初奇想天外1980年9月号に掲載された後、1980年に奇想天外社から「週に一度のお食事を」と「宇宙魚顛末記」の2作とあわせて単行本『グリーン・レクイエム』として刊行、同内容で1983年10月に講談社から文庫版が刊行された。『緑幻想』は当初書き下ろしの単行本として1990年2月に講談社から刊行されている。『緑幻想』刊行後の1990年4月には『緑幻想』と判型・表装を揃え小説「グリーン・レクイエム」のみを内容とした単行本の『グリーン・レクイエム』が講談社から出版された。
2007年2月には出版芸術社から刊行された「色」をテーマにした新井素子の自選作品集『窓のあちら側』に収録され、同年5月には日本標準からシリーズ「本のチカラ」として児童書形式で刊行されている（いずれも小説「グリーン・レクイエム」のみ収録）。また同年11月には「グリーン・レクイエム」と『緑幻想』が合冊された1巻本が東京創元社の創元SF文庫から刊行された。

## あらすじ
嶋村信彦は、大学の研究室で植物学者の松崎の助手をしている25歳の青年。そんな彼が長い髪を持った22歳の女性・三沢明日香に恋心を抱くようになる。だが、彼女の本当の髪の色は緑色だった。それを知った松崎は、彼女が長年捜し求めていた「緑色の髪の人間」である事に気付いて、研究材料として施設に監禁してしまう。激怒した信彦は明日香を連れて逃げ出すが、明日香の体には地球の運命すら左右する重大な秘密が隠されていた。
彼女の正体は、地球で生き延びる為に地球人の姿になった、植物系の異星人である。彼らは地球人と違って髪の中に含まれた葉緑体による光合成によって生命活動が可能で、動物のような他者（植物及び他の動物）を捕食して生命活動を維持する生命体が存在するという事実そのものに強い拒絶反応を持つ者もいる。また、彼らと接触した植物はその影響を受けて自らの意思を持つようになり、自らを捕食しようとする動物に対して自己防衛本能を発揮するようになる。それは地球の植物においても例外ではない。
作品には山村暮鳥の詩「風景」が数度引用されている。
続編の『緑幻想』では、明日香の身に起こった悲劇の後に遺された人々が、彼女からの最後のメッセージを受け取るために屋久島に集まるまでの物語を、前作に関与しなかった第三者である植物学の研究者・箕面夏海の視点を中心として描いている。

## エピソード
当初、この話は長編小説の序章部分にあたり、新井自身も続編執筆を希望していたが、最初の出版元の倒産により続編は中止となり、版権も移された。その際、文庫版の担当者がたまたま明日香を人体実験する信彦の同僚と同姓になってしまったために、文庫化にあたって新井がそれを気遣って名前を変更した。その後、続編執筆の話が再び持ち上がった際に、新井はその事実を忘れて既に絶版となっていた最初の単行本の設定を元に続編『緑幻想』を書いたため、入手可能な文庫版で『グリーン・レクイエム』を読んだ読者からは「信彦の同僚の名前が違っているが誤植ではないか」という手紙が来たという。

## イメージアルバム
“プログレッシブ・ロックの貴公子”と謳われ、さらにSF作家としても活動していた難波弘之がプロデュースする“Sound Nobel Series”と銘打った、小説を音楽で表現するという企画アルバムシリーズの一作。
- 「グリーンレクイエム」オリジナルアルバム - 1984年発売のLPレコード
  - グリーン・レクイエム(紙ジャケット仕様) Limited Edition（CD） - 2010年発売の上記復刻CD

発売元：キングレコード・サウンドプロデュース：難波弘之・ジャケットイラスト：文月今日子

## コミック版
2回に渡って漫画化されている。いずれも発行は講談社。
- 「グリーンレクイエム」文月今日子版 - KCフレンド、1985年
- 「グリーンレクイエム」春名里日版 - KCデザート、2003年

## 英訳
- 「Green Requiem」英訳:ナオミ・アンダーソン、表紙:文月今日子 - （講談社インターナショナル）、1984年

## ラジオドラマ版
- 1985年2月11日 - 15日にNHK-FM放送「ふたりの部屋」枠で初回放送（全5回）。同年8月26日 - 30日にNHK-FM「アドベンチャーロード」枠にて再放送された。
- なお、2021年にNHKラジオ第1「発掘!ラジオアーカイブス」内にて、2月27日（第1 - 3話）と3月13日（4・5話）の2回に分けて再放送されている[3]。

### 脚色
- 加藤直

### 音楽
- 「グリーン・レクイエム」作曲・演奏／羽田健太郎（収録：「ハネケン・ランド」）

### 出演
- 三沢明日香：荻野目慶子
- 嶋村信彦：榎木孝明
- 三沢拓・その他：奥田瑛二
- 三沢良介・松崎教授：柳生博（二役）

## 映画版
1985年に制作されたものの、諸事情によって公開が延期されて3年後に公開された。同時上映は『りぼん RE-BORN』（パル企画、監督：今関あきよし）。白組による、SFX技術が導入されている。
サントラは未発売だが、久石譲のアルバム『Piano Stories』（1988年7月21日発売）にメインテーマ（タイトル「Green Requiem」）のセルフカバーが収録されており、文芸座IIで上映された際には劇場でその曲が流れ、CDが原作単行本と共に販売されていた。また、1988年6月21日に発売された藤原真理のアルバム『風-Winds~ナウシカの思い出に捧げる』に「Green Requiem」のカバーが収録された。このCDは2010年8月18日にデンオン・クラシック・ベスト100として、Blu-spec CDを採用し再発売されている。

### スタッフ
- プロデューサー：横山和幸・山下雄大・村岸るみ
- 製作：富岡厚司・豊田耕二
- 監督：今関あきよし
- 撮影：渡部眞
- 特殊造形：原口智生
- 脚本：小林弘利
- 音楽：久石譲

### キャスト
- 三沢明日香：鳥居かほり
- 嶋村信彦：坂上忍
- 三沢夢子：蜷川有紀
- 三沢拓：塩野谷正幸
- 井上和子（映画版のみの登場人物）：小林聡美
- 岡田善一郎：岡田英次
- 松崎貴司：佐藤慶
- 三沢良介：北村和夫
- 根津助手：深水三章
- 町田老人：天本英世
- 通行人：新井素子（原作者）
- 医大生：草刈滉一

### 音楽
メインテーマ「Green Requiem」は作品を象徴するピアノ曲であり、ボーカル曲「グリーン・レクイエム」とは別の楽曲である。

#### メインテーマ
Green Requiem
作曲・編曲・ピアノ - 久石譲

#### 主題歌・挿入歌
グリーン・レクイエム
作詞 - 松井五郎 / 作曲・編曲 - 久石譲 / 歌 - 忍足敦子
ジェラシー・エフェクト
作詞 - 松井五郎 / 作曲・編曲 - 久石譲 / 歌 - 忍足敦子
本当は帰りたい
作詞 - 鈴木浩 / 作曲・編曲 - 久石譲 / 歌 - ?
どこかで見た風景
作詞 - 園部和範 / 作曲・編曲 - 久石譲 / 歌 - ?
とまどいの扉
作詞 - 園部和範 / 作曲・編曲 - 久石譲 / 歌 - ?